# Глиник-над-Гроном

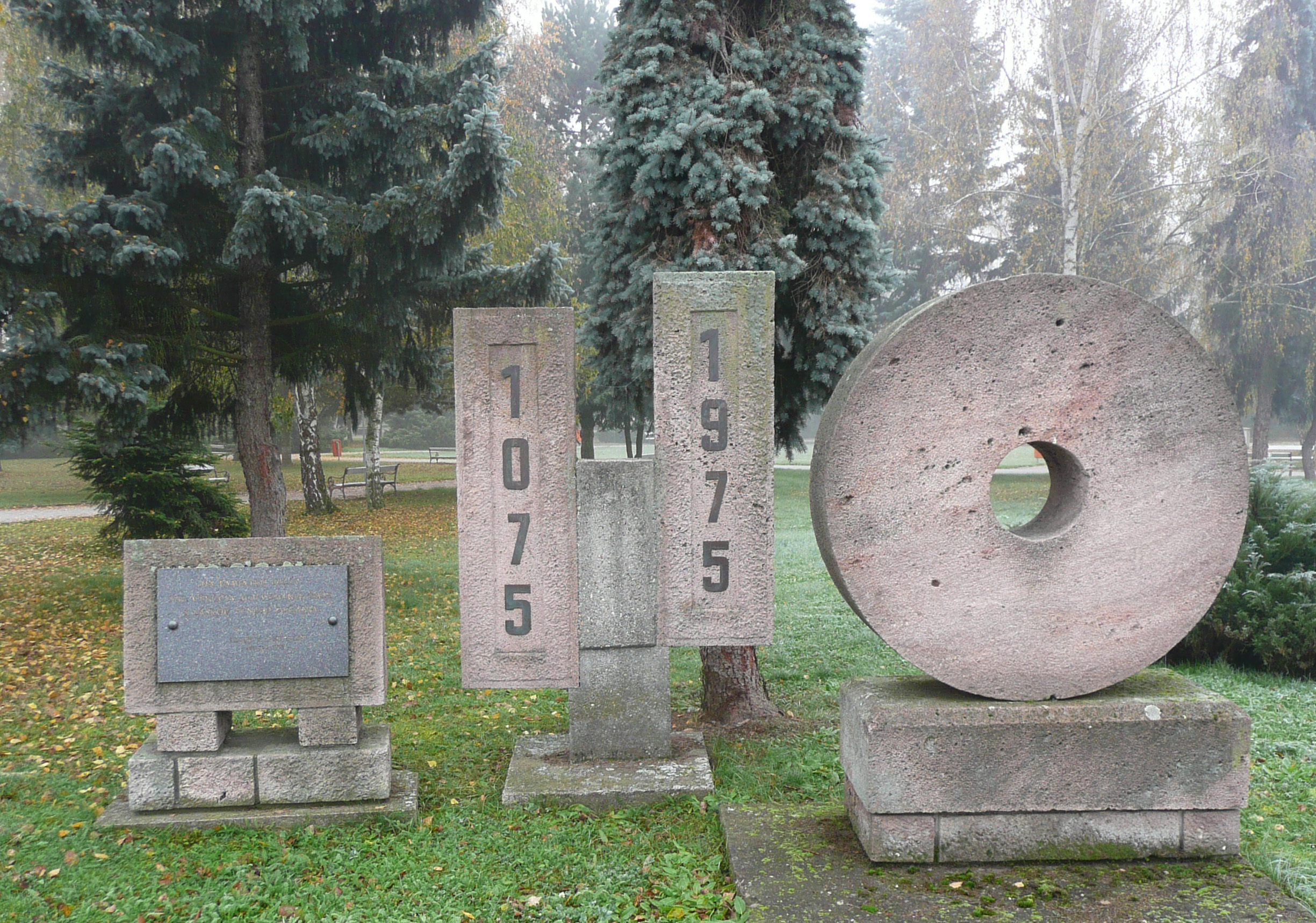
Памятник 900-летнему юбилею Глиника-над-Гроном

Глиник-над-Гроном (словац. Hliník nad Hronom, нем. Hlinick, венг. Geletnek) — деревня в центральной Словакии, в районе Жьяр-над-Гроном, Банскобистрицкого края.
Расположена между горными массивами Штьявницке Врхи,  Кремницке Врхи и Втачник на берегу р. Грон.

## Население
| Год:                | 1994 | 2004    | 2014    | 2024    |
| ------------------- | ---- | ------- | ------- | ------- |
| Количество человек: | 3053 | 2946    | 2915    | 2640    |
| Разница:            |      | −3,50 % | −1,05 % | −9,43 % |

Население на 31.12.2013 г. составляло 2 942 жителя.
По данным 2001 года в деревне проживали:
- Словаки — 96,11%
- Чехи — 0,47%
- Немцы — 0,1%
- Венгры — 0,14 %
- Цыгане — 1,12%
- Украинцы — 0,03%

Более 75 % - католики.

## История
Первое письменное упоминание относится к 1075 году.

## Персоналии
- Маерский, Ладислав (1900—1965) — словацкий скульптор, медальер, дизайнер и педагог.
- Хмелко, Андрей (1908—1998) — словацкий писатель, драматург, режиссёр.